# Hermann Osthoff
Hermann Osthoff (født 18. april 1847 i Unna, død 7. maj 1909 i Heidelberg) var en tysk sprogforsker. 
Osthoff blev 1877 professor i sammenlignende sprogvidenskab og sanskrit i Heidelberg. Han var en af de dygtigste og produktiveste tyske sprogforskere, en af grundlæggerne af den junggrammatiske retning, hvis teorier han fremstillede populært, men med en del overdrivelse i Das physiologische und psychologische Element in der Formenbildung (1879). Sammen med Brugmann udgav han det vigtige tidsskrift Morphologische Untersuchungen auf dem Gebiete der indogermanischen Sprachen (1878—90), hvori flere afhandlinger er af ham selv. Af hans øvrige skrifter skal nævnes: Zur Geschichte des schwachen deutschen Adjectivums (1876), Das Verbum in der Nominalkomposition (1878), Zur Geschichte des Perfekts im Indogermanischen (1884), Vom Suppletivwesen der indogerm. Sprachen (1899), Etymologische Parerga (1901).